# Всехсвятский скит (Иосифо-Волоцкий монастырь)
Всехсвятский скит (скит Всех Святых) — скит Иосифо-Волоцкого монастыря, созданный в середине XIX века. Назван по одноимённой церкви. Располагается в 1 км к юго-западу от монастыря. Объект культурного наследия регионального значения.

## История
Скит был основан в 1850-х гг. на том месте, где, по легенде, жил Иосиф Волоцкий в период постройки монастыря. Поначалу состоял из небольшой церкви (изначально часовни) и жилого здания четырьмя кельями за глухой оградой. Каменная церковь заложена в 1856 году и окончена в 1860 году. В начале XX века скит был расширен, была построена больница-богадельня, использовавшаяся как для иноков, так и для мирян, позднее она стала частной лечебницей, возведён большой лечебный корпус. Ограда при расширении была снесена. До 2009 года в зданиях скита находилась Теряевская сельская больница, затем здания переданы церкви и реставрированы.

## Архитектура
Сохранились три здания: Всехсвятская церковь, бывшие богадельня и больница. Здания окружены лесом.
Кирпичная оштукатуренная церковь Всех Святых — одноглавый четверик небольшой высоты с трёхчастным алтарём, по типу близкий к церквям XVII века. Кровля церкви четырёхскатная. Единственный вход украшен двойной аркой с висячей гирькой, оконные приёмы арочные, с простыми наличниками. В остальном внешний декор церкви отсутствует. Здание перекрыто парусным сводом со световым барабаном, а в алтаре — коробовым сводом. Пол выложен чугунными плитами.
Деревянное одноэтажное здание богадельни, вмещавшей первоначально 12 коек, построено в 1903—1904 годах, стилистически близко к модерну. Имеет асимметричную композицию, где наиболее выделяется гранёный выступ на углу, над которым помещена тумба на крыше, напоминающая бельведер. Здание украшено накладной резьбой: наличниками, козырьками на кронштейнах, фигурными фартуками.
Кирпичное неоштукатуренное двухэтажное здание больницы, построенное во второй половине 1900-х годах, имеет черты русского стиля и модерна. Крыльцо, выполненное на фигурных столбах, и верхние окна стилистически близки к соответствующим элементам Всехсвятской церкви. Здание Г-образное в плане, имеет деревянные перекрытия. Исходная планировка была изменена.